# Prince Miler
Prince Miler — среднеразмерный пикап производства компании Prince.

## История
Prince Miler (AOTH-1/AQTH-1) впервые был представлен в сентябре 1957 года автомобильным подразделением Prince компании Fuji Precision Industries в качестве преемника 1952 Prince Truck (AFTF). Первоначально грузоподъёмность автомобиля составляла 1,25 тонн. Сам автомобиль оснащался 1,5-литровым четырёхцилиндровым двигателем FG4 мощностью 33 кВт (45 л. с.).
Позже грузоподъёмность автомобиля была увеличена до 1,5 тонн, а мощность двигателя была увеличена до 60 л. с. Первые прототипы оснащались двигателем GA30, а их грузоподъёмность увеличилась до 1750 кг.
4 мая 1958 года был выпущен New Miler (ARTH-1). Он сохранил двигатель GA30 с той же максимальной мощностью, но колёсная база была удлинена. В сентябре 1959 года на смену пришёл ARTH-2, оснащённый 1,5-литровым четырёхцилиндровым двигателем мощностью 51 кВт (70 л. с.). В то же время была представлена версия Light Miler грузоподъёмностью 1,25 тонн. В первые годы производства автомобили назывались Prince Light Van.
В апреле 1961 года в модельный ряд был добавлен Super Miller с 1,9-литровым двигателем мощностью 59 кВт (80 л. с.). К октябрю 1961 года мощность двигателя была увеличена до 67 кВт (91 л. с.). В апреле 1962 года грузоподъёмность автомобиля Super Miler была увеличена до 2 тонн, а модели был присвоен код BRTH-2. В августе 1962 года был добавлен дифференциал Powr-Lok, а в сентябре 1962 года автомобиль прошёл фейслифтинг. T430 стал называться Light Miler, а T431 — Super Miler.
В июле 1965 года появилась серия T440 (T441 для Super Miler), теперь с независимой передней подвеской на двойных поперечных рычагах. Впервые автомобиль стал оснащаться пятиступенчатой механической трансмиссией, до этого была четырёхступенчатая механическая. Автомобиль приводился в движение двумя рядными четырёхцилиндровыми двигателями OHV объёмом 1862 см3 (G2) и 1484 см3 (G1).
С 1967 года, после слияния с Nissan, грузовики продавались под названиями Nissan Prince Light Miler (T446) и Nissan Prince Miler (T447). Изменения коснулись силовой установки, общей с Nissan Junior: 1,6-литровый двигатель R (Light Miller) и 2,0-литровый двигатель H20 (Super Miler). Передач вновь стало 4. К 1970 году автомобиль был снят с производства.